# Radosław Frątczak
Radosław Frątczak, né le 18 septembre 2002, est un coureur cycliste polonais.

## Biographie
Après avoir rejoint la catégorie des espoirs (moins de 23 ans), Radosław Frątczak court pour le club de Kolarski Tarnovi de 2021 à 2023. Au cours de la saison 2023, il attire l'attention avec plusieurs tops 10. En août, il participe au Tour de l'Avenir avec la sélection polonaise. Lors de la deuxième étape, il livre un très bon sprint et lève les bras, en pensant avoir gagné. Il est toutefois sauté sur la ligne par Riley Pickrell, et doit se contenter de la deuxième place,. 
En 2024, il devient membre de l'équipe continentale polonaise Voster ATS. En avril, il remporte sa première victoire dans une course internationale lors de la dernière étape de Belgrade-Banja Luka. En juin, il décroche une victoire d'étape sur la Course de Solidarność et des champions olympiques. Dans ces deux courses, il s'impose lors d'un sprint massif.

## Palmarès sur route

### Par année
- 2021
  - 2e étape du Tour de Lviv
  - 3e du championnat de Pologne du contre-la-montre par équipes
- 2022
  -  Champion de Pologne du contre-la-montre en duo (avec Piotr Maślak)
  -  Champion de Pologne du contre-la-montre par équipes
  - 3e du championnat de Pologne sur route espoirs
- 2023
  -  Champion de Pologne du contre-la-montre par équipes
  - 3e étape de Pologne-Ukraine
- 2024
  - 4e étape de Belgrade-Banja Luka
  - 1re étape (b) de la Course de Solidarność et des champions olympiques
- 2025
  - 1re (b) et 4e étapes de la Course de Solidarność et des champions olympiques
  - 4e étape du Dookoła Mazowsza
  - 2e du Dookoła Mazowsza
  - 3e du Puchar MON

### Classements mondiaux
| Année                                 | 2022  | 2023 | 2024 |
| ------------------------------------- | ----- | ---- | ---- |
| Classement mondial                    | 1569e | 849e | 845e |
| UCI Europe Tour                       | 1052e | 610e | nc   |
|                                       |       |      |      |
| Légende : nc = non classéSource : UCI |       |      |      |

## Palmarès sur piste

### Championnats nationaux
- 2021
  - 2e du championnat de Pologne de l'américaine
- 2022
  - 2e du championnat de Pologne de poursuite par équipes
  - 2e du championnat de Pologne de l'américaine
  - 2e du championnat de Pologne de course aux points
  - 3e du championnat de Pologne de l'omnium
- 2023
  - 2e du championnat de Pologne de l'américaine